# Горо, Режиналь
Режина́ль Горо́ (фр. Réginal Goreux; род. 31 декабря 1987, Сен-Мишель) — гаитянский и бельгийский футбольный тренер, ранее выступавший как футболист на позиции защитника. В настоящее время является тренером в академии «Стандарта». Единственный легионер из Гаити игравший в чемпионате России.

## Клубная карьера

### «Стандард» (Льеж)
Режиналь Горо начал свою футбольную карьеру до перехода в «Стандард», когда ему было семь лет. В марте 2005 года находясь в молодёжной команде «Стандарда», Горо получил травму, из-за которой выбыл из строя почти на два года и практически поставил под угрозу свою футбольную карьеру. В ноябре 2007 года пройдя через молодёжную систему бельгийского клуба, был переведён в состав первой команды.
30 января 2008 года дебютировал за «Стандард», выйдя на замену на 72-й минуте матча против «Серкль Брюгге» (4:1) в четвертьфинале Кубка Бельгии. 23 февраля 2008 года дебютировал в чемпионате, выйдя на замену в матче с «Гентом». В четвертьфинальном матче второго раунда Кубка Бельгии против «Серкль Брюгге» он забил третий гол в матче, победив со счётом 4:0 и обеспечив «Стандарду» выход в следующий раунд. В следующем матче против «Вестерло» (3:1) забил второй гол в матче. В последующих матчах он чаще всего выходил в стартовом составе. Свой первый гол в чемпионате забил 23 марта 2008 года в матче против «Монса» (2:0). Позже он помог клубу выиграть чемпионат, победив «Андерлехт». По итогам сезона 2007/08 Горо вышел на поле в 16 матчах и забил два раза во всех турнирах.
В начале сезона 2008/09 Горо впервые в карьере вышел на поле в матче за Суперкубок Бельгии против «Андерлехта», выйдя на замену на 84-й минуте, но был удалён в компенсированное время, когда «Стандард» выиграл со счётом 3:1. Однако в ряде матчей за команду он выходил только на замену. В результате игроку все-таки удалось получить игровое время за команду. Он дебютировал в Кубке УЕФА в матче против «Партизана», начав игру и отыграв 71 минуту до замены, в результате чего команда победила со счётом 1:0. В следующем матче Кубка УЕФА против «Сампдории» Горо ассистировал гол Милана Йовановича, победив со счётом 3:0. По ходу сезона 2008/09 он продолжал бороться за место в основном составе. Лишь 1 марта 2009 года Горо забил свой первый гол в сезоне, победив «Серкль Брюгге» со счетом 4:0. Позже он сыграл в плей-офф, выйдя на замену в конце матча, в котором «Стандард» победил со счётом 2:1 и тем самым сохранил титул. По итогам сезона 2008/09 провёл 29 матчей и забил один гол во всех турнирах.
В начале сезона 2009/10 Горо продолжал получать лишь небольшие шансы на попадание в основной состав, выходя только на замену. Лишь 16 сентября 2009 года он впервые в сезоне вышел на замену на 82-й минуте в матче Лиги чемпионов против «Арсенала» (2:3). 26 сентября 2009 года Горо впервые в сезоне вышел в стартовом составе, помог команде выиграть 2:0 у «Кортрейка». Он продолжал играть в основном составе и в течение всего сезона. 29 ноября 2010 года в один из моментов во время матча против «Сент-Трюйден», который «Стандард» проиграл со счётом 2:0. Горо совершил подкат против Вима Меннеса и в результате был удалён с поля. В результате возникли сомнения, будет ли он привлечён к дисциплинарной ответственности за этот удар. Только 12 января 2010 года Королевская футбольная ассоциация Бельгии рекомендовала Горо дисквалифицировать на четыре матча. Но клуб подал апелляцию. На фоне апелляции Горо получил травму, из-за которой пропустил два матча. В итоге Горо был дисквалифицирован на три матча, что вступило в силу с 14 марта 2010 года. 4 апреля 2010 года отбыв трёхматчевую дисквалификацию, он вернулся в стартовый состав команды в матче против «Генка». После этого Горо был включён в состав первой команды для участия в плей-офф квалификации Лиги Европы, в котором клуб потерпел неудачу. По итогам сезона 2009/10 он сыграл 12 матчей во всех турнирах.

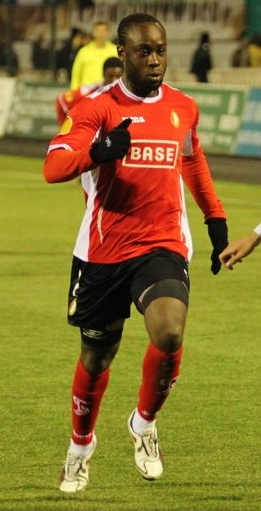
Горо в матче Лиги Европы против «Ворсклы», 3 ноября 2011 года

В начале сезона 2010/11 Режиналь Горо не выходил в стартовом составе команды в первых четырёх матчах сезона. И только 28 августа 2010 года он впервые в сезоне вышел на поле, сыграв 67 минут, после чего был заменён в матче против «Кортрейка» (1:0). После этого Горо провёл четыре следующих матча, а затем был удалён за второе нарушение правил в матче с «Вестерло» (2:1). Однако его мучила травма абдуктора, из-за которой он выбыл на два месяца. Только 17 декабря 2010 года Горо вернулся в команду в матче против «Кортрейка», выйдя на замену на 77-й минуте, проиграв 2:1. После возвращения он вернул себе место в основном составе до конца сезона 2010/11. 29 января 2011 года забил свой первый гол в сезоне, победив со счётом 2:1. В следующем матче против «Эйпена» он ассистировал гол, забитый Эрвином Зукановичем, и «Стандард» победил 1:0. 3 апреля 2011 года Горо забил свой второй гол в сезоне в матче против «Андерлехта» (3:1). 11 мая 2011 года в матче против «Локерена» забил свой третий гол в сезоне, а «Стандард» выиграл 1:0. Позже он принял участие в Кубке Бельгии, начав матч и отыграв 78 минут до своей замены, в победе над «Вестерло» со счётом 2:0 и выиграл турнир. После этого Горо подписал с клубом продление контракта до 2014 года. По итогам сезона 2010/11 он провёл 23 матча и забил 3 гола во всех турнирах.
В начале сезона 2011/12 Горо забил свой первый гол в сезоне, победив «Локерен» со счётом 3:1. В первом матче квалификационного раунда Лиги Европы впервые в своей карьере надел капитанскую повязку, в котором помог команде победить «Хельсингборг» со счётом 1:0. Горо связывали с переходом в команду «Ноттингем Форест», но в итоге он остался в бельгийском клубе. Однако он потерял место в составе и стал выходить на замену. Лишь 30 октября 2011 года Горо вернулся в стартовый состав команды в матче против «Сент-Трюйденсе» (1:1), забив гол сравнявший счёт. После возвращения в стартовый состав «Стандарда» он вновь стал игроком первой команды. В матче Лиги Европы против «Копенгагена» Горо вновь стал капитаном команды и помог ей победить со счётом 1:0. В течение следующих нескольких месяцев он продолжал оставаться капитаном «Стандарда Льеж». Играя большую часть сезона на позиции правого защитника, Режиналь также играл на позиции правого полузащитника. 1 мая 2012 года во время матча с клубом «Брюгге» (2:0) он толкнул Райана Донка, и после матча раздавались призывы к дисциплинарному наказанию Горо. В конце концов, он не был привлечён к ответственности после выступления в спортивном комитете Бельгийской футбольной ассоциации. По итогам сезона 2011/12 провёл 42 матча и забил два раза во всех турнирах.
3 августа 2012 года пропустив матч открытия сезона из-за дисквалификации, Горо вышел на поле в матче против «Льерса» (0:0). После возвращения он вышел на поле в нескольких матчах, играя на позиции правого защитника. Так продолжалось до 7 октября 2012 года, когда Горо был удалён за второе нарушение правил в матче против «Андерлехта» (2:1). После возвращения из дисквалификации он вернулся в основной состав. Затем Горо помог обороне клуба сохранить три «сухих» матча подряд в период с 18 ноября 2012 года по 2 декабря 2012 года. И только 7 декабря 2012 года он забил свой первый гол в сезоне в матче с «Шарлеруа» (6:1). Бельгийские СМИ раскритиковали выступления Горо, и он временно перестал общаться с прессой. В день подписания контракта с самарскими «Крыльями Советов» провёл свой последний матч за команду в качестве капитана, сыграв вничью с «Гентом» (0:0). К моменту ухода из клуба Горо провёл 21 матч и забил один гол во всех турнирах.

### «Крылья Советов»

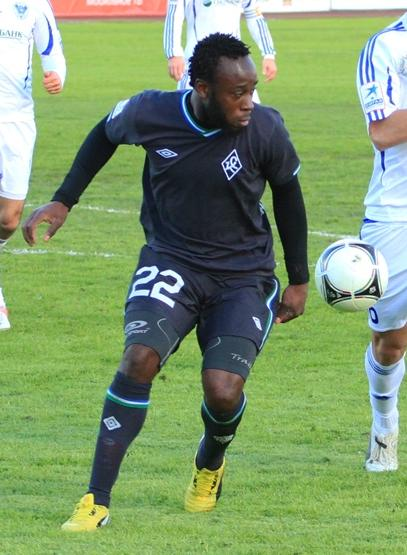
Горо в матче против «Волги» в апреле 2013 года

12 января 2013 года стало известно, что Режиналь Горо согласился на переход в «Крылья Советов» за 250 000 евро. Переход был подтверждён 21 января 2013 года, и он подписал трехлётний контракт, став первым гаитянским игроком, выступающим в российской Премьер-лиге. Позже игрок назвал причиной своего ухода из «Стандарда» отношения с советом директоров клуба.
9 марта 2013 года дебютировал в составе самарских «Крыльев Советов», начав матч и отыграв 73 минуты до своей замены, в поединке против московского ЦСКА (0:2). После дебюта за клуб Горо быстро стал постоянным игроком основного состава, играя на позиции правого полузащитника. Только 13 апреля 2013 года он забил свой первый гол за клуб и второй гол в матче против «Краснодара» (3:0). В следующем матче против владикавказского «Спартака» забил свой второй гол за клуб (2:1). По итогам сезона 2012/13 он сыграл 13 матчей и забил два гола во всех турнирах.
В начале сезона 2013/14 Горо пропустил матч открытия сезона против московского «Спартака» из-за травмы. Затем он вернулся в стартовый состав против московского ЦСКА, выйдя на замену на 62-й минуте матча, проигранного со счётом 2:1. Его игрой заинтересовались махачкалинские «Анжи», но договориться не смогли. 18 августа 2013 года на фоне трансферных спекуляций Режиналь ассистировал гол для Ибрагима Цаллагова, который забил единственный гол в матче против «Томи». 25 сентября 2013 года забил свой первый гол в сезоне в матче против «Зенита» (1:4). Затем Горо сыграл свою роль, забив два гола в матче с «Ростовом» (2:1). После возвращения в стартовый состав он вновь занял место в основной команде, играя на позиции полузащитника. Два раза Горо играл на позиции правого защитника. Тем не менее, он сыграл в первом переходном матче против московского «Торпедо», так как самарские «Крылья Советов» вылетели в ФНЛ. Несмотря на то, что в сезоне 2013/14 он дважды выбывал из строя, Горо провёл 29 матчей и забил один гол во всех турнирах. После этого он стал одним из нескольких игроков самарских «Крыльев Советов», покинувших клуб.

### «Ростов»
11 августа 2014 года Режиналь Горо подписал двухлетний контракт с «Ростов» до 2016 года. 14 августа 2014 года дебютировал в составе «Ростова», выйдя на замену на 34-й минуте матча против московского «Локомотива» (2:1). После дебюта Горо быстро стал постоянным игроком стартового состава, играя на позиции правого защитника. За время выступления в «Ростове» он как минимум трижды становился участником инцидентов на поле; первый инцидент произошёл 28 сентября 2014 года в матче против грозненского «Терека». Второй инцидент произошёл 22 ноября 2014 года в матче с московским «Торпедо», когда Горо оказался среди нескольких темнокожих игроков на поле, подвергшихся расистским оскорблениям со стороны болельщиков. Третий инцидент произошёл 8 декабря 2014 года в матче с тульским «Арсеналом», когда он был удалён на 30-й минуте за непрофессиональное поведение, что стало его последним выходом на поле. 26 февраля 2015 года было объявлено, что клуб расторг его контракт. К моменту ухода из «Ростова» Горо сыграл 17 матчей во всех турнирах.

### Возвращение в «Стандард» (Льеж)
14 октября 2015 года проведя полгода в статусе свободного агента, Горо во второй раз в своей карьере вернулся в «Стандард», подписав контракт до конца сезона 2015/16. Ранее он проходил просмотр в клубе для поддержания физической формы и провёл там два месяца.
Однако дебют игрока был отложен из-за того, что его международное разрешение не было получено вовремя, но 23 октября 2015 года он получил разрешение. Лишь 25 октября 2015 года Горо дебютировал в составе «Стандарда», покинув клуб два года назад, и провёл весь матч, победив «Шарлеруа» со счётом 3:2. Его дебют был омрачён, когда он подошёл к трибуне «Стандарда» и взял флаг, чтобы поставить его на центральное место. После этого он вышел в старте в следующих пяти матчах, но был удалён на 86-й минуте за грубый фол в матче с «Зюлте-Варегем» (3:2). После этого матча Горо был первоначально дисквалифицирован на четыре матча, но вместо этого ему сократили дисквалификацию до трёх. 20 декабря 2015 года отбыв трёхматчевую дисквалификацию, он вернулся в стартовый состав в матче с «Остенде» (4:1). Горо вернулся в первую команду на следующие шесть матчей, после чего получил травму, из-за которой выбыл на три матча. Он вернулся в стартовый состав 13 марта 2016 года в матче против «Мехелена» со счётом 4:0. В результате разочаровывающего ответного матча с «Мехеленом» Режиналь был отправлен на скамейку запасных в финале Кубка Бельгии, где «Стандард» победил «Брюгге» со счётом 2:1 и завоевал трофей. Затем он принял участие в двух матчах в качестве капитана 17 апреля 2016 года и 22 апреля 2016 года против «Мускрон-Перювельз». Однако Горо получил травму лодыжки, из-за которой он не смог принять участие в оставшейся части сезона 2015/16. По итогам сезона 2015/16 он провёл 20 матчей во всех турнирах. После этого он подписал с клубом продление контракта до 2018 года.
На старте сезона 2016/17 Горо вышел в первых шести матчах сезона на позиции правого защитника. Однако затем он был посажен на скамейку запасных, так как на позиции правого защитника ему предпочли Коллинса Фаи. Но Горо постепенно вернулся в стартовый состав первой команды к концу года. 21 декабря 2016 года забил свой первый гол за клуб с 2012 года в матче против «Локерена» (1:1). После матча Горо был назван «Игроком матча» на сайте клуба. По ходу сезона 2016/17 он продолжал постепенно возвращаться в стартовый состав первой команды. По итогам сезона 2016/17 Горо сыграл 25 матчей и забил один гол во всех турнирах.
В сезоне 2017/18 впервые вышел в стартовом составе, отыграв весь матч, в ничьей с «Мехелен» (1:1) в матче открытия сезона. Однако он уступил своё место в стартовом составе Коллинсу Фаи, которому отдали предпочтение на позиции правого защитника, а также из-за травмы, которая беспокоила его на протяжении всего сезона. Однако 30 марта 2018 года Горо вышел на замену в матче с «Шарлеруа» (3:1). Завершив сезон двумя выходами на замену в сезоне 2017/18, он подписал с клубом продление контракта.
В сезоне 2018/19 продолжал выходить на замену, так как оставался за бортом позиции правого защитника. В результате Горо нашёл своё игровое время в резерве клуба в ряде матчей. Лишь 23 сентября 2018 года он впервые в сезоне вышел на замену в матче против «Андерлехта» (2:1). Позднее Горо выходил на поле в качестве капитана в двух матчах с 10 по 16 мая 2019 года против «Гента» и «Брюгге». Оба матча, которые он начал, были высоко оценены газетой Het Nieuwsblad. По итогам сезона 2018/19 сыграл 5 матчей во всех турнирах.
В сезоне 2019/20 продолжал оставаться на скамейке запасных, так как оставался за чертой оседлости на позиции правого защитника, а также из-за травмы. Лишь 4 декабря 2019 года Горо впервые в сезоне вышел на поле в качестве капитана и помог обыграть «Ребеккуаз» со счётом 3:0 в 1/8 финала бельгийского Кубка Кроки. 21 декабря 2019 года также вышел в стартовом составе команды в матче против «Васланд-Беверена», но был удалён за второе нарушение после 32-й минуты матча, проиграв со счётом 2:1. После матча главный тренер Мишель Прюдомм раскритиковал Режиналя за удаление. После того как 31 декабря 2019 года Горо исполнилось 32 года, он объявил о своём уходе из профессионального футбола и был назначен тренером молодёжного состава клуба. К моменту объявления об уходе из профессионального футбола Горо сыграть 2 матча в сезоне 2019/20.

## Международная карьера

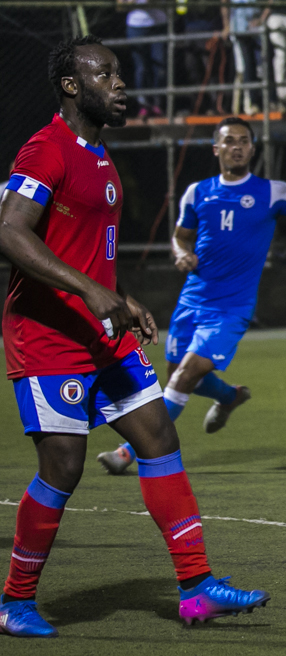
Горо в матче против сборной Никарагуа в марте 2017 года

22 августа 2007 года дебютировал в сборной Бельгии до 21 года, выйдя на замену во втором тайме в матче против сборной Швейцарии (2:1). 7 сентября 2007 года впервые вышел в стартовом составе молодёжной сборной, сыграв на позиции правого защитника, в матче против сборной Австрии (1:0). В дальнейшем Горо провёл 6 матчей за молодёжную сборную Бельгии.
Режиналь Горо был вызван в сборную Гаити на товарищеский матч против сборной Тринидада и Тобаго и на отборочные матчи чемпионата мира 2014 года против Кюрасао, Виргинских островов США и Антигуа и Барбуды. Он дважды забил в своем дебюте в сборной Гаити, когда они выиграли 7:0 у Виргинских островов США. В сентябре 2012 года Горо помог Гаити занять первое место в группе 1 в квалификации Карибского кубка.
В октябре 2014 года Горо был вызван в состав сборной на квалификацию Карибского кубка 2014 года и трижды вышел на поле, помогая Гаити квалифицироваться на турнир. В следующем месяце он был вызван в состав сборной на Карибский кубок и трижды вышел на поле. В июле следующего года он был вызван в состав сборной на Золотой кубок КОНКАКАФ 2015 года и два раза вышел на поле.
В мае 2016 года Горо был вызван в сборную Гаити на Кубок Америки 2016 года и дважды принял участие в турнире. В марте следующего года он сыграл в обоих матчах против сборной Никарагуа в плей-офф Золотого кубка, который Гаити проиграла со счётом 4:3, что стало его последним выступлением за национальную команду.

### Голы за сборную Гаити
| #   | Дата           | Место                            | Противник          | Результат | Соревнование                          |
| --- | -------------- | -------------------------------- | ------------------ | --------- | ------------------------------------- |
| 01. | 7 октября 2011 | Фредерикстед, Виргинские Острова | Виргинские Острова | 7:0       | Чемпионат мира 2014 отборочный турнир |
| 02. | 7 октября 2011 | Фредерикстед, Виргинские Острова | Виргинские Острова | 7:0       | Чемпионат мира 2014 отборочный турнир |

## Достижения

### Командные
«Стандард» (Льеж)
- Чемпион Бельгии: 2009
- Обладатель Кубка Бельгии: 2010/11, 2015/16, 2017/18
- Обладатель Суперкубка Бельгии: 2008

Сборная Гаити
- Бронзовый призёр Карибского кубка: 2014[139][140]

## Личная жизнь
Режиналь Горо родился в Сен-Мишеле и переехал в Бельгию, когда ему было два с половиной года; с тех пор Горо имеет бельгийское гражданство. В детстве он жил в приёмной семье, где его приёмная мать работала учителем экономики, а приемный отец Рене ― финансовым директором в правительстве провинции Льеж. Режиналь начал играть в футбол, когда был маленьким. Горо сказал в интервью, что он может считать себя 50 на 50 бельгийцем и гаитянцем Goreux said in an interview that he could considered to be 50-50 Belgian and Haiti..
После землетрясения на Гаити Горо заявил, что планирует провести гуманитарную акцию, открыв школу. Во время пребывания в России игрока спросили в интервью о расизме в России, на что он ответил следующее: «Нет, не сталкивался. На самом деле расизм есть везде. В мире есть гонения как на белых людей, так и на арабов и на темнокожих».